# مساومة (فلم 2023)
مساومة (بالإنجليزية: Bargaining)؛ ويسمى (بالإنجليزية: The Point Men) (الكورية: 교섭؛ هانجا: 交涉)
هو فيلم أكشن وإثارة وجريمة كوري جنوبي لعام 2023 من إخراج يم سون ري، وبطولة هوانغ جونغ مين وهيون بن. الفيلم مأخوذ عن أزمة الرهائن الكوريين الجنوبيين في أفغانستان 2007 ومهمة إنقاذهم. صدر في 18 يناير 2023 في كوريا الجنوبية، وعرض في دولبي أتموس.

## روابط خارجية
- مقالات تستعمل روابط فنية بلا صلة مع ويكي بيانات